# David Thion
Pour les articles homonymes, voir Thion.
David Thion est un producteur de cinéma français, associé au sein de la société de production cinématographique Les Films Pelléas. Il y a notamment produit la Palme d'Or 2023, Anatomie d'une chute de Justine Triet, pour lequel il reçoit également le César du meilleur film.

## Biographie
Diplômé de l'Emlyon Business School, David Thion intègre La Fémis en 1995 où il poursuit son cursus au sein du Département Production, sous la direction d’Alain Rocca, jusqu’en 1999,.
En 1997, David Thion rejoint Les Films Pelléas, la société créée par Philippe Martin. Il produit d’abord des courts métrages avant de se lancer dans la production de longs métrages. Les Films Pelléas a produit plus de 100 longs métrages de fiction et documentaires pour le cinéma, mais également des unitaires pour Arte et France Télévisions et des courts métrages. David Thion y a notamment produit des films de Serge Bozon, Mia Hansen-Løve,, Danielle Arbid, Arthur Harari, Katell Quillévéré,, Karim Moussaoui, Guillaume Senez,, Justine Triet,,,, Charline Bourgeois-Tacquet.
En 2012, il est membre de la commission d’aide à la distribution du CNC, puis en 2013, du comité « Groupe CNC 2013 pour un meilleur financement du cinéma d’auteur ». Entre 2014 et 2015, il fait partie de la commission d’Avance sur recettes avant réalisation du CNC (2ème collège) puis, en 2018, il devient vice-président de l’Avance sur recettes après réalisation du CNC.
David Thion est membre du réseau ACE et du SPI (Syndicat des Producteurs Indépendants).

## Filmographie
- 2000 : Laissons Lucie faire ! d’Emmanuel Mouret
- 2002 : Anna (3 kilos 2) de Laurette Polmanss (moyen-métrage)
- 2003 : Mods de Serge Bozon (moyen-métrage)
- 2004 : Un autre homme de Catherine Klein (moyen-métrage)
- 2004 : Vénus et Fleur d'Emmanuel Mouret
- 2005 : Ultranova de Bouli Lanners
- 2005 : Voici venu le temps d'Alain Guiraudie
- 2005 : Peindre ou faire l'amour d'Arnaud et Jean-Marie Larrieu
- 2005 : Étoile violette d’Axelle Ropert (moyen-métrage)
- 2005 : À travers la forêt de Jean-Paul Civeyrac
- 2005 : Une saison Sibelius de Mario Fanfani (téléfilm ARTE)
- 2006 : Cabaret Paradis de Shirley et Dino
- 2006 : Cages d'Olivier Masset-Depasse
- 2006 : Changement d'adresse d'Emmanuel Mouret
- 2006 : Comment j'ai fêté la fin du monde de Cătălin Mitulescu
- 2006 : Hors de prix de Pierre Salvadori
- 2007 : Une fille normale de Laurette Polmanss (moyen-métrage)
- 2007 : Mon frère se marie de Jean-Stéphane Bron
- 2007 : Tout est pardonné de Mia Hansen-Løve
- 2007 : La France de Serge Bozon
- 2008 : Les grands s'allongent par terre d'Emmanuel Saget
- 2008 : Versailles de Pierre Schoeller
- 2008 : Nés en 68 d'Olivier Ducastel et Jacques Martineau
- 2009 : Pelléas et Mélisande, le chant des aveugles de Philippe Béziat
- 2009 : Traders de Jean-Stéphane Bron (téléfilm)
- 2009 : Fais-moi plaisir ! d'Emmanuel Mouret
- 2009 : La famille Wolberg d'Axelle Ropert
- 2009 : Le Père de mes enfants de Mia Hansen-Løve
- 2010 : Cleveland contre Wall Street de Jean-Stéphane Bron
- 2010 : Des filles en noir de Jean Paul Civeyrac
- 2010 : Commissariat d'Ilan Klipper et Virgil Vernier
- 2010 : De vrais mensonges de Pierre Salvadori
- 2011 : Un amour de jeunesse de Mia Hansen-Løve
- 2011 : Let My People Go! de Mikael Buch
- 2011 : Beyrouth Hotel de Danielle Arbid (téléfilm ARTE)
- 2011 : Noces de Philippe Béziat
- 2012 : Alyah d'Elie Wajeman
- 2012 : Traviata et nous de Philippe Béziat
- 2013 : Holybus de Thibault de Chateauvieux (documentaire TV)
- 2013 : Tirez la langue, mademoiselle d'Axelle Ropert
- 2013 : Tip Top de Serge Bozon
- 2014 : Un beau dimanche de Nicole Garcia
- 2014 : Les Grandes Ondes (à l'ouest) de Lionel Baier
- 2014 : L'Expérience Blocher de Jean-Stéphane Bron
- 2014 : Dans la cour de Pierre Salvadori
- 2014 : L'Armée du salut d'Abdellah Taïa
- 2014 : Métamorphoses de Christophe Honoré
- 2014 : Truffaut au présent d'Axelle Ropert (court-métrage)
- 2014 : Mon amie Victoria de Jean Paul Civeyrac
- 2016 : Peur de rien de Danielle Arbid
- 2016 : Les malheurs de Sophie de Christophe Honoré
- 2016 : Diamant noir d'Arthur Harari
- 2016 : Réparer les vivants de Katell Quillévéré
- 2016 : La Jeune Fille sans mains de Sébastien Laudenbach
- 2016 : La Prunelle de mes yeux d'Axelle Ropert
- 2017 : L'Opéra de Jean-Stéphane Bron
- 2017 : En attendant les hirondelles de Karim Moussaoui
- 2018 : Madame Hyde de Serge Bozon
- 2018 : Plaire, aimer et courir vite de Christophe Honoré
- 2018 : Nos batailles de Guillaume Senez
- 2018 : En liberté ! de Pierre Salvadori
- 2018 : Maya de Mia Hansen-Løve
- 2019 : On ment toujours à ceux qu'on aime de Sandrine Dumas
- 2019 : Sibyl de Justine Triet
- 2019 : Chambre 212 de Christophe Honoré
- 2020 : Celles qui chantent de Sergei Loznitsa, Karim Moussaoui, Julie Deliquet et Jafar Panahi
- 2021 : L’étreinte de Ludovic Bergery
- 2021 : Indes galantes de Philippe Béziat
- 2021 : Passion Simple de Danielle Arbid
- 2021 : Amants de Nicole Garcia
- 2021 : Les Amours d'Anaïs  de Charline Bourgeois-Tacquet
- 2021 : Guermantes de Christophe Honoré
- 2021 : Cinq Nouvelles du cerveau de Jean-Stéphane Bron
- 2022 : Don Juan de Serge Bozon
- 2022 : Un beau matin de Mia Hansen-Løve
- 2022 : La Petite Bande de Pierre Salvadori
- 2022 : Le Lycéen de Christophe Honoré
- 2022 : Les Années Super 8 de Annie Ernaux et David Ernaux-Briot Ernaux
- 2023 : Anatomie d'une chute de Justine Triet
- 2023 : Le Temps d'aimer de Katell Quillévéré
- 2024 : Marcello mio de Christophe Honoré
- 2024 : Une part manquante de Guillaume Senez
- 2024 : Mon inséparable d'Anne-Sophie Bailly
- 2025 : L'effacement de Karim Moussaoui

## Récompenses
- César 2024 : César du meilleur film pour Anatomie d'une chute (en tant que producteur)